# Maleshe
Maleshe è un villaggio del Botswana situato nel distretto di Kgalagadi, sottodistretto di Kgalagadi South. Il villaggio, secondo il censimento del 2011, conta 462 abitanti.

## Località
Nel territorio del villaggio sono presenti le seguenti 3 località:
- Arizona di 3 abitanti,
- Letlopi di 52 abitanti,
- Mokeleketare di 15 abitanti